# ストロング・パースウェイダー
『ストロング・パースウェイダー』（Strong Persuader）は、アメリカ合衆国のブルース・ミュージシャン、ロバート・クレイが1986年に発表した、コラボレーション・アルバム『ショウダウン!』（1985年）を除けば通算4作目のスタジオ・アルバム。マーキュリー・レコード移籍第1弾で、メジャー・デビュー・アルバムに当たる。

## 解説
クレイの母国アメリカでは、本作はビルボードの様々なチャートで上位にランク・インしており、Billboard 200で13位、コンテンポラリー・ジャズ・アルバム・チャートで17位、ジャズ・アルバム・チャートで20位、R&Bアルバム・チャートで21位を記録。本作からのシングル「スモーキング・ガン」は全米22位、「ビコーズ・オブ・ミー」は全米80位に達した。1988年2月にはアルバムがRIAAによってプラチナ・ディスクに認定され、1996年6月にはダブル・プラチナに認定されている。
本作は、アメリカ以外の国でもヒットを記録した。1987年にはオランダのアルバム・チャートで6週にわたって1位を獲得し、ニュージーランドのアルバム・チャートでは6週連続でトップ10入りしている。
クレイは本作でグラミー賞最優秀コンテンポラリー・ブルース・アルバム賞を受賞した。
『ローリング・ストーン』誌が選出した「1980年代のベスト・アルバム100」では42位にランク・イン。

## 収録曲
1. スモーキング・ガン - Smoking Gun (D. Amy, Richard Cousins, Robert Cray) – 4:08
2. アイ・ショウド・ハー - I Guess I Showed Her (Dennis Walker) – 3:37
3. ビコーズ・オブ・ミー - Right Next Door (Because Of Me) (D. Walker) – 4:18
4. ナッシン・バット・ア・ウーマン - Nothin' But a Woman (D. Amy, R. Cousins, R. Cray) – 3:58
5. スティル・アラウンド - Still Around (Peter Boe) – 3:41
6. モア・ザン・アイ・キャン・スタンド - More Than I Can Stand (R. Cray) – 2:57
7. ファール・プレイ - Foul Play (D. Walker) – 4:06
8. アイ・ワンダー - I Wonder (R. Cray) – 3:56
9. 白日夢 - Fantasized (D. Walker) – 4:03
10. ニュー・ブラッド - New Blood (D. Amy, R. Cray, O. Washington, P. Boe) – 4:22

## 参加ミュージシャン
ロバート・クレイ・バンド
- ロバート・クレイ - ボーカル、ギター
- ピーター・ボー - キーボード
- リチャード・カズンズ - ベース
- デヴィッド・オルソン - ドラムス

アディショナル・ミュージシャン
- ウェイン・ジャクソン - トランペット、トロンボーン
- アンドリュー・ラヴ - テナー・サックス
- リー・スパース - パーカッション(on #3, #6, #9)